# أرزقي إيجرودن
ارزقي ايجرويدن (Arezki Idjerouidène): ولد سنة 1955 بقرية ايفليسن ولاية تيزي وزو الجزائرية توفي في قالب:24 في باريس بعد مرض طويل ودفن هناك فيمقبرة بير لاشيز. مالك ورئيس مدير عام السابق شركة الطيران إيغل أزور الفرنسية.

## سيرة ذاتية
بعد دراسة القانون في جامعة الجزائر، غادر الجزائر في عام 1977 متوجهاً إلى باريس. كان يعمل في البداية في وكالة سفر، تطور سريعًا داخل الوكالة، حيث ساعد في تطوير قسم الشحن عام 1981 بنجاح.
قام في عام 1983 بتأسيس GoFast، شركة خدمات النقل والإمداد الخاصة به. تتخصص الشركة جزئياً في نقل الصحافة إلى الشرق الأوسط، ولكن واجهت صعوبات بحلول حرب الخليج الأولى في عام 1990، ثم تحول إيجرودن إلى نقل المعدات الصناعية إلى الجزائر خاصة، حيث تمكن من الاستفادة من احتكار شركة طيران الجزائر. في ديسمبر 2000، باع شركة أنتينيا Antinea Airlines التي كانت منهارة لـرفيق خليفة في عام 2001، ثم اشترى شركة الطيران إيغل أزور.
في عام 2002، حصل مع مجموعته "GoFast" لجائزة أفضل شركة أداء في إيل دو فرانس والثانية على المستوى الفرنسي. تحصل في عام 2004، على وسام فارس الشرف من قبل الرئيس جاك شيراك.
في عام 2012، باع 48 ٪ من رأس مال إيغل أزور لمجموعة HNA الصينية. كان للشركة طموحات كبيرة لخوض المسافة الطويلة إلى الصين.
في سنة 2009 اقترح أرزقي إيجرويدن خط جديد لـتل أبيب الإسرائيلية، بمشاركة وكالة سياحية فرنسية (Galeries Lafayette) في رمضان بالرغم المقاطعة العربية والإسلامية للكيان الصهيوني.
في عام 2012، باع 48 ٪ من رأس مال إيغل أزور لمجموعة HNA الصينية. حيث كانت للشركة طموحات كبيرة لرحلات المسافة الطويلة إلى الصين.
في فبراير 2014، ترك منصبه كرئيس تنفيذي لإيغل أزور لـ Cédric Pastour، لكنه احتفظ بالأغلبية في الشركة بقيمة 52 ٪ من الأسهم.

توفي في 24 أبريل 2016 في باريس بعد مرض طويل. تم دفنه في مقبرة بير لاشيز.